# Грундтвиг, Элисабет
Элисабет Грундтвиг (дат. Johanne Elisabeth Grundtvig, 1 декабря 1856 — 10 февраля 1945) — датская активистка движения за женские права.

## Биография
Элисабет Грундтвиг родилась в 1856 г. в Копенгагене. Она была дочерью Йохана Дидерика Николая Блихера Груннтвига и Олины Вильгельмины Кристианы Стенерсен. Священник, писатель и философ Николай Фредерик Северин Грундтвиг приходился ей дедушкой.
Элисабет училась в копенгагенской школе Натали Сале (N. Zahles Skole) и закончила её в 1884 г., получила квалификацию учительницы начальной школы, хотя впоследствии заниматься преподавательской деятельностью ей не пришлось. Ещё в 1883 г. она по приглашению феминистки Северины Касс вступила в Dansk Kvindesamfund («Датское женское сообщество»), в 1885—1886 и 1890—1894 гг. работала редактором издания Kvinden og Samfundet («Женщины и общество»). Она сотрудничала с Идой Фальбе-Хансен, с которой дружила до её смерти в 1922 г. Как первый редактор издания она включала в него статьи о неравном правовом статусе женщин в браке, а также рассказывала о положении женщин в мире, особенно в Скандинавии. В 1887—1889 и 1891—1892 гг. Элизабет входила в правление Dansk Kvindesamfund, а с 1895 по 1897 гг. была членом правления копенгагенского отделения Dansk Kvindesamfund.
В 1887 г. Элисабет вызвала изрядный скандал в сообществе Dansk Kvindesamfund и даже за его пределами, выступив с речью о моральных требованиях времени. Речь касалась необходимости добрачного целомудрия и сопровождалась нападками на мужчин и женщин, в поддержку «более чистого» подхода женщин к сексуальной морали. Эта речь была опубликована в Kvinden og Samfundet и вызвала ироничный ответ публициста и литературного критика Георга Брандеса в статье, опубликованной в газете Politiken. Элисабет пришлось подать в суд на Politiken. Хоть суд она выиграла, и внимание к Dansk Kvindesamfund привлекла, но Датское женское сообщество решило, что для него вопросы секса сейчас не являются актуальными.
В 1890 г. Элисабет выучила стенографию, сдала экзамен, и, несмотря на противодействие, была принята на работу стенографисткой в датский парламент и проработала там до 1897 г.
Элисабет также занималась переводческой деятельностью: совместно с Идой Фальбе-Хансен переводила на датский язык произведения шведской писательницы Сельмы Лагерлёф, а после смерти Иды — продолжила работу самостоятельно.
Элизабет Грундтвиг умерла в Копенгагене в 1945 г.